# Битва при Квебеке (1690)
Битва при Квебеке (англ. Battle of Quebec, фр. Bataille de Québec) — сражение, продолжавшееся с 16 по 24 октября 1690 года между британскими войсками под командованием сэра Уильяма Фипса и французскими войсками под командованием Луи де Фронтенака около города Квебек во время Войны Аугсбургской лиги.
После взятия Порт-Ройала в Акадии английские колониальные власти рассчитывали захватить Монреаль и даже столицу Новой Франции Квебек. Весть о потере форта в Акадии ошеломила жителей французской Канады, и генерал-губернатор Луи де Бюад де Фронтенак отдал приказ о немедленном начале подготовки к осаде главного города колонии.
Когда английские посланники прибыли в Квебек для того, чтобы передать французам условия капитуляции города, Фронтенак отказался отдать город и пообещал дать ответ «жерлами орудий». Майор Джон Уолли командовал вторгшейся английской армией, которая высадилась в районе Бопор. Английские солдаты постоянно подвергались нападениям со стороны канадских ополченцев и были вынуждены отступить. А эскадра военных кораблей под командованием сэра Уильяма Фипса почти полностью была разрушена пушечными выстрелами из города.
Обе стороны извлекли полезные для себя уроки из битвы. Французы поняли, что им необходимо улучшить защиту Квебека. Англичане же осознали, что для взятия столицы Новой Франции им понадобится больше артиллерии и более весомая поддержка со стороны метрополии.

## Предыстория
Новая Франция, занимавшая существенную часть Северной Америки, численно серьёзно уступала соседним британским колониям Новой Англии и Нью-Йорку. К 1689 году население французской колонии составляли лишь 14 000 поселенцев, в основном проживавших в охраняемых фортами городах.
В 1690 году сэр Уильям Фипс был назначен генерал-майором Массачусетса для командования экспедицией против Французской Акадии. Выплыв на семи кораблях, перевозивших 450 милиционеров «пешего полка», 21 мая ему удалось захватить Порт-Ройал. Местный губернатор Луис Александр де Фрише де Менневаль имел при себе только 70 человек без каких-либо артиллерийских орудий, так что не мог оказать действенного сопротивления. 22 мая англичане спилили крест и снесли алтарь в местной церкви, после чего разрушили её саму, а 23 мая разграбили местные окрестности.
Подобное развитие событий шокировало французских колонистов, опасавшихся потерять свою столицу. Квебек не имел серьёзных укреплений, а с севера и запада был полностью открыт, особенно с полей Авраама. Граф Фронтенак вернулся в Канаду во второй раз в качестве генерал-губернатора, и приказал возвести деревянный частокол для прикрытия города со стороны форта Шато-Сен-Луи и Сен-Шарль. Главный градостроитель следил за возведением одиннадцати небольших редутов в этой ограде, которая защищала бы от вражеской артиллерии. С целью прикрытия со стороны равнины на западной стороне города, на мельнице Монт-Кармель была установлена батарея из трёх орудий. Частокол заканчивался на восточной стороне города около госпиталя. Батареи у реки были также усилены, вместе с восемью пушками, размещёнными за Шато, и шестью 18-фунтовыми в доках. На ведущей к верхнему городу улице были воздвигнуты баррикады.
В это время отряд из 150 милиционеров из Олбани и ирокезов под руководством капитана Джона Шхуйлера направлялся к Монреалю пешим путём и на каноэ, имитируя тактику партизанской войны (экспедиции на вражескую территорию на большое расстояние), улучшенную французскими колонистами. Целью являлось взятие города и разгром французских сил к югу от Квебека, что позволило бы флоту из Бостона беспрепятственно подойти к столице колонии. Вспышка оспы, отсутствие припасов и разногласия среди офицеров вынудило многих милиционеров и индейцев покинуть стан Шхуйлера, у которого осталось только 855 солдат, обещанных властями Новой Англии. 4 сентября английские рейдеры напали на поселения к югу от Монреаля, убив более 50 местных жителей. Не имея достаточных сил для сражения с гарнизоном, Джон завершил вторжение и вернулся в Новую Англию. Пока Фипс осаждал Тадуссак, Фронтенак приказал гарнизонам Монреаля и Труа-Ривьера идти на выручку Квебеку. Спустя четыре дня губернатор прибыл в столицу Новой Франции с отрядом из 200—300 солдат, высвободившихся благодаря решению Шхуйлера, чем повысил боевой дух сопротивления.

## Прибытие Фипса

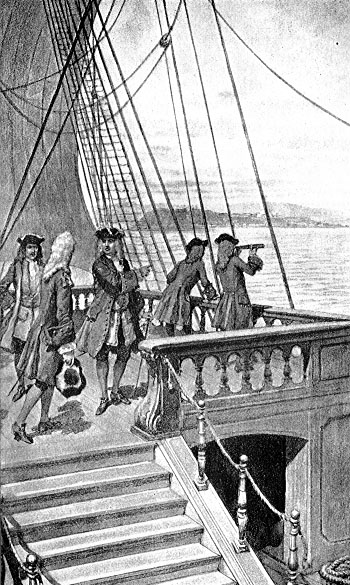
Прибытие сэра Фипса.

Когда Новая Англия и Нью-Йорк организовали закончившуюся ничем экспедицию против Монреаля, Массачусетс начал отдельную экспедицию к Квебеку. Операция финансировалась за счёт выпуска облигаций, рассчитанного на богатую добычу в столице французских владений в Северной Америке. В ней участвовали 32 корабля и порядка 2 300 местных милиционеров, подчинявшихся Уильяму Фипсу. Выдвижение было отложено до конца лета из-за напрасного ожидания доставки дополнительных боеприпасов из Англии, в итоге корабли вышли из Халла 19 или 20 августа. Плохая погода, отсутствие попутного ветра, нехватка знакомых с рекой Святого Лаврентия навигаторов тормозили продвижение, и англичане прибыли к Квебеку лишь 16 октября.
Луи Фронтенак прибыл в столицу Новой Франции 14 октября, вместе с ним пришло порядка 3 000 милиционеров. Английские колонисты были «вполне уверены в трусости и слабости французов», но в реальности дела обстояли иначе. Защита Квебека опиралась на три батальона закалённых колонистов, имевших, в отличие от людей Фипса, опыт борьбы с противником. Сам город был «размещён на самых сильных природных позициях, которые они [английские офицеры] могли когда-либо видеть», крутые отвесные склоны и особенности восточного берега препятствовали присутствию боевых и десантных кораблей.
16 октября Фипс отправил к Фронтенаку майора Томаса Саважа в качестве посланника для передачи условий капитуляции. Встреча проходила по законам психологической войны. До начала боевых действий лидер французов провёл представителя с закрытыми глазами по улицам города через ревущую толпу с целью скрыть истинное количество своих людей. Затем в Шато Сен-Луи он вместе с другими офицерами в лучших нарядах выслушал условия англичан. Составленный пуританами документ звучал грозно:
Войны между коронами Англии и Франции не происходят без достаточного оправдания. Но разрушения, нанесённые вами, французами, и индейцами под вашим руководством и поощрением, лицам и объектам их Величества Новой Англии без всякого повода с их стороны, поставили их перед необходимостью этой экспедиции для их собственной безопасности и сатисфакции.
Майор сказал французскому командованию, что у них есть один час, чтобы подчиниться, после чего вытащил из кармана часы. Взбешённый Фронтенак хотел повесить посланника перед английским флотом, но епископ Квебека Франсуа Лаваль смог его успокоить. Фронтенак ответил:
У меня нет другого ответа для твоего генерала, кроме как из отверстий моих пушек и мушкетов.
Саваж с закрытыми глазами был препровождён на свой корабль. Военный совет при Фипсе был раздосадован итогами переговоров, так как намеревался атаковать беззащитный и запаниковавший город. В тот вечер барабаны уведомили горожан о прибытии оставшихся милиционеров Монреаля под командованием Луи-Эктора де Кальера, давших Фронтенаку численное превосходство перед противником.

## Битва

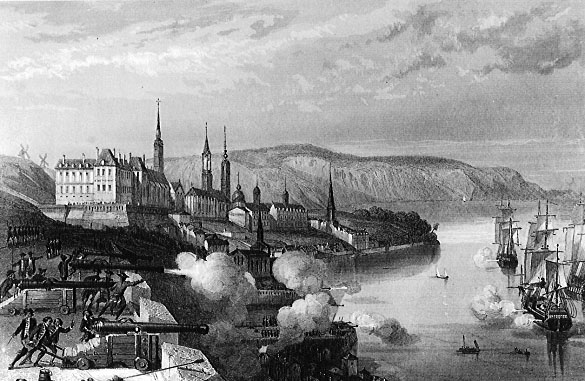
Городские батареи обстреливают флот колонистов.

Атакующие понимали, что единственно возможное место прорыва обороны — северо-восточная часть города, имевшая слабые стены. Было решено высадить основные силы в районе Бопор к западу от реки Сен-Шарль, после чего пересечь её на лодках вместе с полевыми орудиями. Когда десант займёт возвышенности к западу от Квебека, флотилия начнёт бомбардировку города и высадку второго отряда. Фронтенак ожидал наземную атаку со стороны Бопора, и на берегу реки были возведены полевые укрепления, направленные на юго-запад. Тут он приказал вступать только в перестрелку с противником, оставив регулярные войска в резерве для участия в сражении на открытой местности к западу от города.
Тем не менее открытое сражение так и не состоялось. Отряд в 1 200 солдат под командованием майора Джона Вэлли, второго командира Фипса, так и не достиг реки Сен-Шарль. Фронтенак выслал сильное подразделение канадских милиционеров под руководством Жака Ле Мойна де Сент-Элена вместе с несколькими индейцами в лес к западу от реки. Когда 18 октября английские колонисты высадились, они подверглись немедленному французскому обстрелу, в то время как полевые орудия по ошибке были высажены на другую сторону реки. Параллельно четыре крупных корабля Фипса вопреки плану встали на якорь у Квебека, после чего до 19 октября бомбардировали город, расстреляв к этому дню большую часть боеприпасов. Французских батарей оказалось гораздо больше ожидаемого, и вскоре такелаж и их корабельные корпуса получили серьёзный урон. Знамя с флагманского корабля «Шесть Друзей» было сорвано и упало в реку, и под упорным мушкетным огнём группа канадцев в каноэ смогла унести его в Квебек, где оно было торжественно преподнесено самому губернатору.

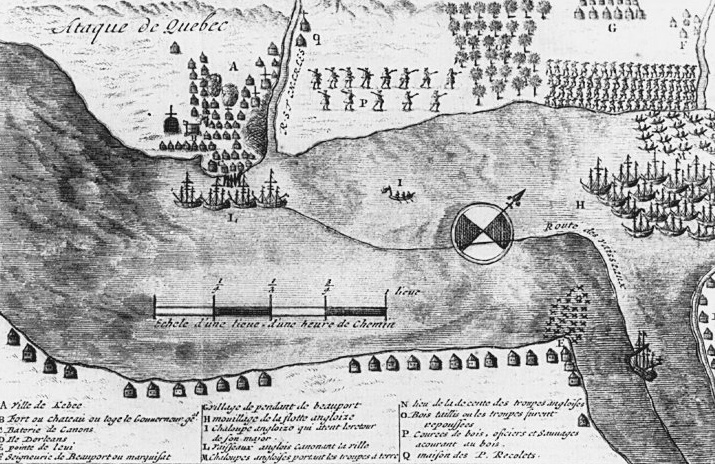
Карта сражения при Квебеке.

Во время бомбардировки люди Вэлли продолжали бездействовать, при этом страдая от холода и нехватки рома. 20 октября они решились снести французские укрепления и выступили «в лучших европейских традициях, с битьём в барабаны и развёрнутыми знамёнами», но угодили в перестрелку на окраине леса. Англичане не могли выдержать тяжёлый канадский огонь, а эффективность медных пушек в этой местности была весьма низкой. Хотя Сент-Элен был смертельно ранен в этом бою, вместе с ним там осталось 150 англичан. 22 октября их соотечественники отступили в практически паническом состоянии, оставив на берегу победителям пять полевых орудий.

## Последствия
23 и 24 октября состоялся обмен военнопленными, после чего корабли отправились в Бостон. Хотя, по собственным подсчётам Фипса, в сражении погибло только 30 человек, оспа вместе с несчастными случаями на море забрали более 1 000. Его поражение было бесповоротным, что обрадовало французов, не имевших достаточно провианта для снабжения всего гарнизона в случае долгосрочной осады. Фипс продемонстрировал полное отсутствие военных талантов, способных компенсировать недостаток опыта, однако на провал повлияли отсутствие достаточного количества припасов и опытных солдат.

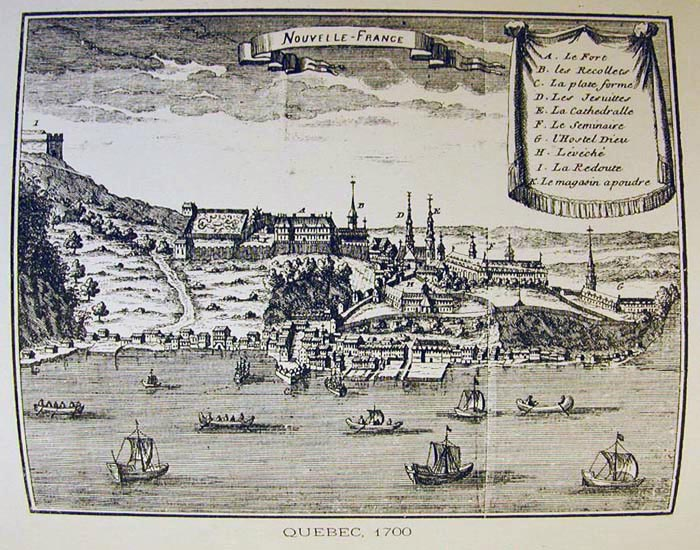
Квебек в 1700 году, уже с возведёнными новыми укреплениями.

Вся Канада ликовала по поводу победы, 5 ноября Te Deum прозвучал в квебекской церкви, переименованной в честь события в Notre Dame de la Victoire. Когда новости о разгроме экспедиции достигли Версальского дворца, король Франции Людовик XIV приказал изготовить медаль с надписью: «Kebeca liberata M.DC.XC-Francia in novo orbe victrix», или «Освобождение Квебека 1690 — Победа Франции в Новом Мире».
Смерть Жака Ле Мойна де Сент-Элена вскоре после битвы вызвала скорбь во всей колонии, знавшей его доблесть и честь. Племя онондага прислало в качестве знака сочувствия вампумовое ожерелье, освободив в память о нём двух пленников. Его брат Шарль Ле Мойн, участвовавший в этом сражении, позже получил дополнительный грант на землю за свои услуги и стал первым бароном де Лонгёй.
Обе стороны вынесли уроки из сражения. Французская победа продемонстрировала, что английским колонистам требуется помощь метрополии. Граф Фронтенак осознал необходимость улучшить городские укрепления и в 1692 году поручил военному инженеру Жозуэ Бертло де Бокуру спроектировать крепость, способную выдержать современную осаду. Работы, отложенные из-за канадской зимы, начались летом 1693 года. На земляном валу были возведены крупные бастионы для прикрытия города, имевшие заострённые деревянные колья на стенах. Полноценная береговая батарея, известная как «Королевская батарея», была возведена сразу после осады. Выглядевшая как небольшой бастион, она имела на своём вооружении четырнадцать пушечных амбразур для прикрытия двух берегов Святого Лаврентия и самой реки.
Спустя 21 год во время войны королевы Анны англичанами была предпринята ещё одна попытка захватить Квебек. Но из-за тумана, сложного течения и сильных ветров транспортные корабли были отброшены к северному берегу залива Святого Лаврентия, где потерпели кораблекрушение. Оборона Квебека подверглась новому испытанию лишь в 1759 году в битве на полях Авраама.